# Peter Wippermann

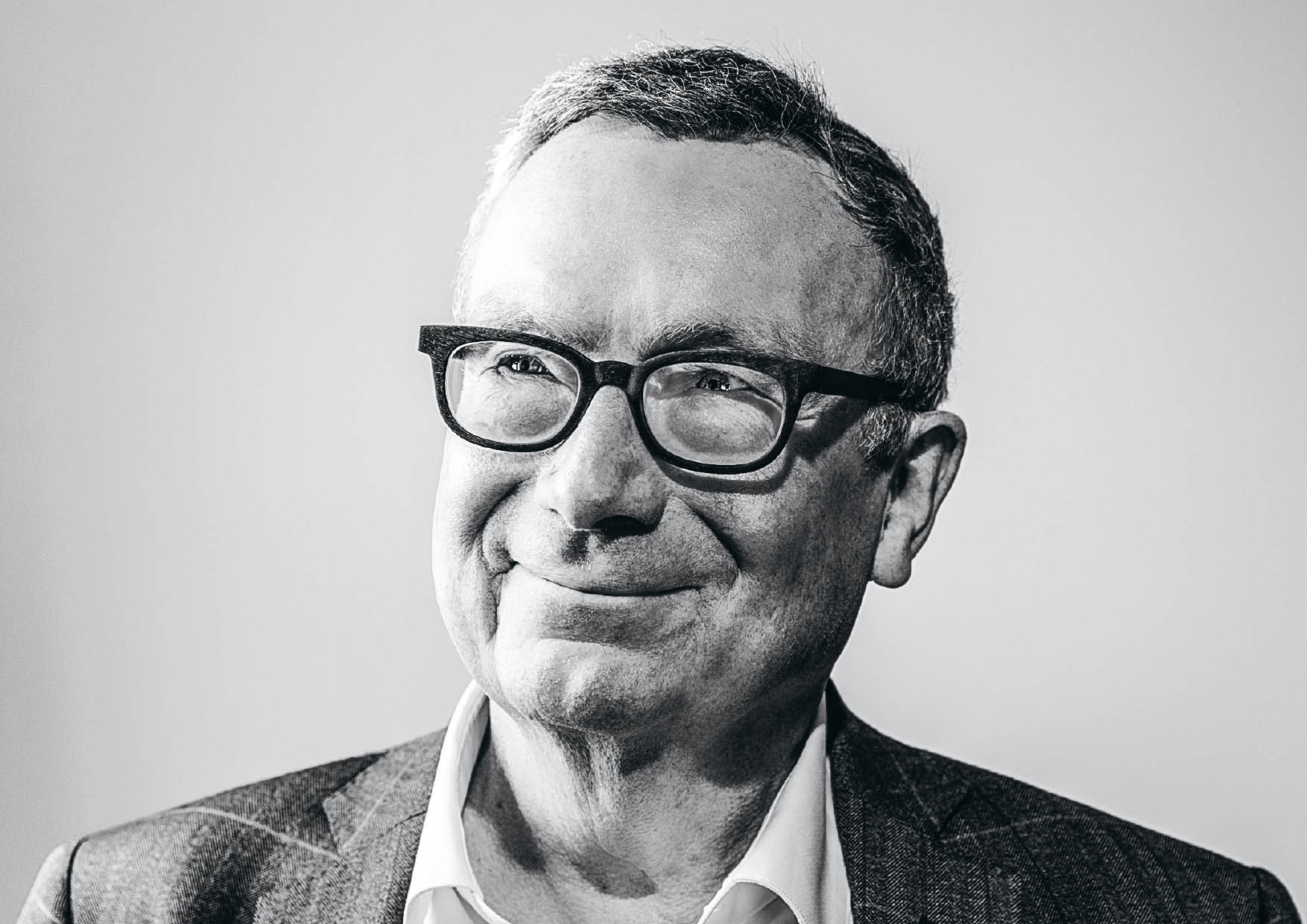
Peter Wippermann (2017)

Peter Wippermann (* 19. September 1949 in Hamburg) ist ein deutscher Trendforscher. Er war Professor für Kommunikationsdesign an der Folkwang Universität der Künste in Essen.

## Biografie
Nach einer Schriftsetzer-Lehre und Tätigkeit im Grafik-Design Studio seines Vaters sowie als Layouter bei der Zeitschrift konkret (1979/80) wurde er Artdirector beim Rowohlt Verlag und beim ZEITmagazin. 1988 gründete er gemeinsam mit Jürgen Kaffer und Peter Kabel das Büro Hamburg der Gesellschaft für Kommunikationsdesign. Ab 1990 war er Herausgeber des Zukunftsmagazins „Übermorgen“ des Zigarettenherstellers Philip Morris, für dieselbe Firma konzipierte er die Zukunftsevents „Talk with Tomorrow“. 1992 gründete er gemeinsam mit Matthias Horx das Trendbüro Hamburg, ein Beratungsunternehmen für gesellschaftlichen Wandel.
Von 1993 bis 2015 war er Professor für Editorial Design im Studiengang Kommunikationsdesign an der Folkwang Universität Essen (damals war der Studiengang noch an der Universität Essen angesiedelt). Die Stiftung Akademie Bildsprache rief er 1999 zusammen mit Horst Wackerbarth ins Leben. 2002 Mitgründer der LeadAcademy für Mediendesign und Medienmarketing.
Peter Wippermann war Beiratsmitglied des Nestlé Zukunftsforums (NZF), außerdem Beiratsmitglied des Vereins der Lebensmittelwirtschaft, Mitherausgeber „Jahr der Werbung“, Econ Verlag und
Vorstandsmitglied des Efficiency Clubs der Wirtschaft, Zürich

## Schriften (Auswahl)
- Werte-Index 2025, Bonsai Future, 2025, 6. Trendstudie Nachhaltiger Konsum, Kreislaufwirtschaft, Otto Group, 2023
- Werte-Index 2020, Trendbüro und Kantar TNS, 2019
- Casual Banking – Zehn kulturelle Forderungen der GenY, Sparkassen Innovation Hub, 2019
- Wie lebt Deutschland übermorgen?, QVC-Zukunftsstudie Living 2038, QVC, 2018
- New Work Trendbook – Die 15 wichtigsten trends der Arbeitswelt der Zukunft., XING, 2018
- Werte-Index 2018, Trendbüro und Kantar TNS, 2017
- Herausgeber des Trendmagazins „Inspire“ der ProSiebenSat1 Gruppe, seit 2014
- Wie kauft Deutschland übermorgen ein? QVC-Zukunftsstudie Handel 2036, QVC 2016
- Werte-Index 2016, Trendbüro und TNS Infratest, Deutscher Fachverlag 2015
- Lebe lieber froh, Piper Verlag, 2014
- Werte-Index 2014, Trendbüro und TNS Infratest, Deutscher Fachverlag 2013
- Jahr der Werbung, Band 51, Econ Verlag, 2014
- Jahr der Werbung, Band 50, Econ Verlag 2013
- Leben im Schwarm – Die Spielregeln der Netzwerkökonomie, Markus Lause, Peter Wippermann, Red Indians Publishing 2012
- Werte-Index 2012, Trendbüro und TNS Infratest, New Business Verlag 2011
- Die besten Einfamilienhäuser des 21. Jahrhunderts, Callwey Verlag, 2010
- Werte-Index 2009 – Wertewandel in Deutschland. Trendbüro, 2009
- Länger leben, länger lieben – Das Lebensgefühl der Generation Silver Sex. Piper, 2007
- Die Neue Moral der Netzwerkkinder. Piper, 2003
- Trend 2004 – Arbeit, Freizeit, Eigenzeit. Piper, 2003
- Wörterbuch der New Economy. Duden-Verlag, 2001
- Wörterbuch der Szenesprachen. Duden-Verlag, 2000
- Anzeigentrends. Der Spiegel / Verlag Hermann Schmidt, 1997
- Was ist Trendforschung? Econ, 1996
- Markenkult-Kultmarken. Econ, 1995

## Belege
1. ↑  Unser Beirat. Nestle Zukunftsforum, archiviert vom Original am 29. Juli 2013; abgerufen am 26. August 2013.

| Personendaten    | Personendaten                                      |
| ---------------- | -------------------------------------------------- |
| NAME             | Wippermann, Peter                                  |
| KURZBESCHREIBUNG | deutscher Trendforscher und Kommunikationsdesigner |
| GEBURTSDATUM     | 19. September 1949                                 |
| GEBURTSORT       | Hamburg, Bundesrepublik Deutschland                |